# Oogvlekboktor
De oogvlekboktor (Oberea oculata) is een keversoort uit de familie van de boktorren (Cerambycidae). De wetenschappelijke naam van de soort werd gepubliceerd in 1758 door Linnaeus in de tiende editie van Systema naturae.
De soort komt voor in Europa en tot in het koude Siberië.